# Scrobigera fimbriata
Scrobigera fimbriata là một loài bướm đêm trong họ Noctuidae.